# Henry König
Henry König, auch als Henry König-Abel geführt (* 9. Oktober 1936 in Hamburg; † 17. April 2025), war ein deutscher Schauspieler, Hörspiel- und Synchronsprecher.

## Leben
König erlernte den Schauspielberuf am Seminar der Hamburger Kammerspiele. Es folgten Engagements in Düsseldorf, Köln, Hamburg, Bielefeld, Bern und bei den Bad Hersfelder Festspielen.
Seit Ende der 1960er Jahre trat König auch in Fernsehproduktionen auf. Er spielte unter der Regie Fritz Kortners im Drama Der Vater, in Ephraim Kishons Satire Zieh‘ den Stecker raus, das Wasser kocht sowie unter der Regie Ida Ehres in der Grethe-Weiser-Komödie Das Kuckucksei. Außerdem gehörte er zur Stammbesetzung der RTL-Serie Die Feuerengel. Daneben übernahm er zahlreiche Gastrollen in Fernsehserien und -reihen wie Tatort, Notruf Hafenkante, Die Wache, Die Rettungsflieger, Hamburg Transit und Großstadtrevier.
Einem breiten Publikum ist König vor allem durch seine Stimme bekannt. Er arbeitete umfangreich als Sprecher für Filmsynchronisation, Hörspiele und Computerspiele. Für Hörspiellabel wie EUROPA und Maritim sprach er in bekannten Hörspielserien wie Die drei ???, Masters of the Universe, Dämonenkiller, Larry Brent und TKKG. Als Synchronsprecher lieh er seine Stimme unter anderem Lionel Atwill in Die Geheimwaffe, Dan Aykroyd in Great Outdoors – Ferien zu dritt, Christopher Plummer in Skeletons sowie Michael Talbott als „Det. Switek“ in Miami Vice. Zudem sprach er die Hauptrollen in den Fernsehserien Pazifikgeschwader 214 (Robert Conrad), Major Dad und Ein Wink des Himmels (jeweils Gerald McRaney) und in der Nachfolge von Horst Stark Polizeirevier Hill Street (Daniel J. Travanti).
Henry König war mit der Schauspielerin Antje Reinke verheiratet. Sein Sohn ist der Schauspieler Nicolas König, neben dem er in Die Feuerengel spielte. König starb am 17. April 2025.

## Filmografie
- 1969: Der Vater
- 1969: Zieh den Stecker raus, das Wasser kocht
- 1970: Das Kuckucksei
- 1970: Die Prüfung
- 1972: Hamburg Transit – Wie ihr das macht, ist eure Sache
- 1972: Wir 13 sind 17
- 1978: Kläger und Beklagte
- 1982: Tatort: Trimmel und Isolde
- 1986: Vertrauen gegen Vertrauen
- 1997: Die Feuerengel
- 2003: Der Seerosenteich (2-teiliger Film)
- 2007: Notruf Hafenkante – Kein Weg zurück

## Hörspiele
- 1976: Der kleine Mann und die kleine Miss, (Karussell)
- 1978: Antares 9 – Verräter an Bord der Antares, (Maritim)
- 1979: Die große Reise 3+4. (Auditon), später (Maritim)
- 1980: Fünf Freunde (10) im Nebel, (Europa)
- 1984: Dämonenkiller (2) – Das Henkersschwert, (Europa)
- 1984: Dämonenkiller (3) – Der Puppenmacher, (Europa)
- 1984: Dämonenkiller (5) – Amok, (Europa)
- 1985: Lucky Luke, 5 Folgen als Jack Dalton, (RCA)
- 1987: Ein Fall für TKKG (47) – Todesfracht im Jaguar, (Europa)
- 1987: Ein Fall für TKKG (48) – Bestien in der Finsternis, (Europa)
- 1987: Masters of the Universe, 6 Folgen als King Hiss, (Europa)
- 1988: Das Schloß-Trio, 5 Folgen als Dr. Ritter, (Europa)
- 1988–1989: Otto’s Ottifanten, 11 Folgen als Papafant, (Karussell)
- 1989: Ein Fall für TKKG (63) – Die Falle am Fuchsbach, (Europa)
- 1992: 21 Jump Street, (Europa)
- 1992: Die drei ??? (54) – Gefahr in Verzug, (Europa)
- 1997: Asterix (2) und Kleopatra, (Karussell)
- 2000: Perry Rhodan (2) – Duell über Terrania, (Europa)
- 2002: Fünf Freunde (49) und die Frau ohne Gedächtnis, (Europa)
- 2003: Larry Brent (17) – Das schwarze Palais von Wien, (Europa)
- 2004: Die drei ??? (119) – Der geheime Schlüssel, (Europa)
- 2004: Annwyn – Die Tore der Anderwelt, (Maritim)
- 2008–2009: Professor Zamorra, 4 Folgen als Erzähler, (Canora Media)
- 2014: Die drei ??? (170) – Straße des Grauens, (Europa)
- 2015: Die drei ??? (175) – Schattenwelt als Mr. Andrews, (Europa)
- 2020: Ein Fall für TKKG (216) – Das Geheimnis im Jagdschloss, (Europa)